# Charles Wilfrid de Bériot
Pour les articles homonymes, voir Bériot.
Charles Wilfrid de Bériot, né le 12 février 1833 à Paris 2e et mort le 22 octobre 1914 à Sceaux-du-Gâtinais, est un pianiste et compositeur français, professeur à l'École Niedermeyer puis au Conservatoire de Paris.

## Biographie
Fils de Maria Garcia (la Malibran) — la plus grande cantatrice de son temps — et du violoniste et compositeur belge Charles-Auguste de Bériot, Charles Wilfrid de Bériot fit ses études à Louis-le-Grand jusqu'en 1848, puis entre à l'École royale militaire en 1850.
Très vite, il choisit la carrière pianistique qu'il avait amorcée dès l'âge de dix ans, lors d'un concert à Louvain. Un de ses maîtres fut Sigismond Thalberg.
Particulièrement remarqué pour ses interprétations d'œuvres classiques, il devient en 1885, professeur de piano à l'école Niedermeyer (dirigée par Gustave Lefèvre) et, l'année suivante, au Conservatoire de Paris. 
Charles Wilfrid de Bériot a été le professeur de Maurice Ravel qui lui a dédié sa Rapsodie espagnole, mais aussi de Ricardo Viñes, Enrique Granados, Joaquim Malats, Ermend-Bonnal, Abel Decaux, Paul Loyonnet et Charles Tournemire.

### Vie privée
Vers 1860, Charles entretint une liaison avec la comédienne Marie Colombier, au tout début de sa carrière. Quelques années auparavant il avait recueilli la jeune fille âgée de quinze ans, alors qu'elle s'était enfuie du domicile familial. Il l'avait emmenée à Bruxelles où vivait son père, lequel l'avait prise sous sa protection et lui avait offert ses premières leçons de théâtre.

## Œuvres
Il laisse une soixantaine d'œuvres, parmi lesquelles :
- 4 concertos pour piano
- musique de chambre : Trio
- Méthode d'accompagnement pour piano et violon
- Fantaisie Opus 8 pour piano
- Ballade Opus 12 pour piano
- Le Baron Frick, opérette en collaboration avec son cousin Victor Alphonse Duvernoy